# Antilocapra
Az Antilocapra az emlősök (Mammalia) osztályának párosujjú patások (Artiodactyla) rendjébe, ezen belül a villásszarvúantilop-félék (Antilocapridae) családjába tartozó egyetlen élő nem és egyben típusneme is.

## Rendszerezés
A nembe az alábbi 1 élő és 1 fosszilis faj tartozik:
- villásszarvú antilop (Antilocapra americana) (Ord, 1815) - típusfaj
- †Antilocapra pacifica[1]